# Відсторонені
«Відсторонені» — радянський кіноальманах у трьох новелах 1989 року, знятий режисерами Павле Чарквіані, Іраклієм Шавліашвілі і Акакієм Шаншіашвілі на кіностудії «Грузія-фільм».

## Сюжет
Кіноальманах складається з трьох новел: «Колодязь», «Відсторонені» і «Торжество».

### «Колодязь»
Дорожні робітники, паралізувавши рух на жвавій вулиці, риють колодязь, куди потім мають намір опустити бетонну трубу. За ними спостерігають двоє перехожих.

### «Відсторонені»
У невеликому гірському селі живе старий, якому до всього є справа. Нескінченні поради та повчання, накопичені довгим життєвим досвідом, герой прагне виплеснути на кожного. Когось це дратує, хтось його не чує, а хтось просто не слухає дивака.

### «Торжество»
Велика Вітчизняна війна. Хлопчик та батько отримують від держави подарунок — гарні та міцні американські черевики. Однак батькові вони малі, а хлопчику — непомірно великі. Герої вирішують продати черевики, але їх крадуть. Батько прокидається і з полегшенням виявляє нереальність того, що сталося.

## У ролях
- Георгій Басішвілі — Гіго, робітник
- Лері Зардіашвілі — Бурдулі, робітник
- Жанрі Лолашвілі — Хрінгадзе, кіносценарист, кінорежисер, пацієнт зубного лікаря
- Трістан Саралідзе — головна роль
- Бічіко Андронікашвілі
- Іраклій Апакідзе — бригадир
- Михайло Вашадзе — Олександр, зубний лікар (дублює В. Захарченко)
- Олександр Іоселіані — роль другого плану
- Хатуна Йоселіані — роль другого плану
- Джімі Ломідзе — роль другого плану
- Нугзар Лордкіпанідзе — роль другого плану
- Зуріко Лорткіпанідзе — роль другого плану
- Михайло Магалашвілі — роль другого плану
- Соня Мерабашвілі — роль другого плану
- Шакро Мерабашвілі — роль другого плану
- Володимир Намгалашвілі — роль другого плану
- Леван Пілпані — Гогі
- Дінара Пірузашвілі — роль другого плану
- Іване Сакварелідзе — Нестор, енергійний порадник (дублює І. Ясулович)
- Анна Шаншіашвілі — роль другого плану
- І. Гогадзе — епізод
- Шота Гоголашвілі — голова колгоспу
- Д. Кенчіашвілі — епізод
- Н. Крохелашвілі — епізод
- Ш. Мамукашвілі — епізод
- Н. Мерабішвілі — епізод
- Ц. Папіашвілі — епізод
- Ш. Такаїшвілі — епізод
- Темур Черкезішвілі — епізод
- Нугзар Шатаїдзе — епізод
- Берта Хапава — дочка старого з відром для сміття
- Нанулі Сараджишвілі — епізод
- Володимир Брегвадзе — епізод
- Джемал Гаганідзе — Іванович, перевіряючий
- Шалва Гедеванішвілі — старий із відром для сміття
- Отар Зауташвілі — перевіряючий
- Ліа Капанадзе — дружина Нестора
- Чіто Ландія — епізод
- Руслан Мікаберідзе — перехожий
- Нана Мчедлідзе — епізод
- Важа Нодія — епізод
- Васо Рцхіладзе — епізод
- Бесаріон Хідешелі — епізод
- Володимир Читішвілі — перехожий

## Знімальна група
- Режисери — Павле Чарквіані, Іраклій Шавліашвілі, Акакій Шаншіашвілі
- Сценаристи — Павле Чарквіані, Резо Чейшвілі, Нугзар Шатаїдзе, Резо Есадзе
- Оператори — Георгій Берідзе, Абесалом Майсурадзе, Гурам Садзаглішвілі, Георгій Хаїндрава
- Композитори — Гіві Гачечіладзе, Дато Євгенідзе, Майя Отіашвілі
- Художники — Шота Гоголашвілі, Тамара Поцхішвілі, Кахабер Хуцішвілі